# Kawa (film)
Pour les articles homonymes, voir Kawa.
Pour plus de détails, voir Fiche technique et Distribution.
Kawa (ou Nights in the Gardens of Spain) est un film néo-zélandais réalisé par Katie Wolfe, sorti en 2010.

## Synopsis
Kawa est en apparence un homme heureux qui vit avec son épouse, Anabelle, et leurs deux enfants : l'adolescent Sebastian et la petite Miranda. Cependant, il cache en fait un lourd secret : homosexuel, il fréquente les saunas et sort avec un autre homme, Chris. Tiraillé entre sa famille et ce qu'il est vraiment, il s'est séparé d'Anabelle sans oser lui expliquer pourquoi, et elle croit que ce n'est que temporaire. 
Lors d'une fête chez ses parents, Kawa reçoit de son père, Hamiora, la charge de chef de la famille, et les hommes font un haka. Toutefois, sa mère, Grace, l'aperçoit la nuit en train d'embrasser Chris, qui est venu lui dire adieu. Le lendemain, elle demande à son fils de quitter la maison. Kawa finit par tout révéler à sa femme et décide de s'assumer enfin.

## Fiche technique
- Réalisation : Katie Wolfe
- Scénario et dialogues : Kate McDermott d'après le roman Nights in the Gardens of Spain de Witi Ihimaera
- Photographie : Fred Renata
- Montage : Lisa Hough
- Musique : Joel Haines
- Langue : anglais, maori
- Lieux de tournage : Devonport, Mangawhai (district de Kaipara)
- Durée : 76 min
- Pays :  Nouvelle-Zélande
- Date de sortie : 17 octobre 2010 (Hawaii International Film Festival)

## Distribution
- Calvin Tuteao : Kawariki
- Nathalie Boltt : Annabelle
- George Henare : Hamiora
- Vicky Haughton : Grace
- Dean O'Gorman : Chris
- Pana Hema Taylor : Sebastian

## Autour du film
Kawa est une adaptation du roman autobiographique Nights in the Gardens of Spain de Witi Ihimaera. Alors que dans le roman, le personnage principal est un Pakeha, dans le film, c'est un Maori comme l'auteur.